# Diógenes Luna
Pour les articles homonymes, voir Luna.
Diógenes Luna est un boxeur cubain né le 1er mai 1977 à Guantánamo.

## Carrière
Aux Jeux olympiques d'été de 2000, il combat dans la catégorie des super-légers et remporte la médaille de bronze.